# Audio semántico
El audio semántico es la comprensión del significado de una señales de audio. El campo del audio semántico se basa principalmente en el análisis del audio para crear algunos metadatos significativos, que luego se pueden usar en una variedad de usos diferentes.

## Análisis Semántico
El análisis semántico del audio se realiza para obtener una comprensión más profunda y clara de una señal de audio. Esto generalmente da como resultado descriptores de metadatos de alto nivel, como acordes musicales y tiempo, o la identificación del hablante, para facilitar la gestión basada en el contenido de las grabaciones de audio. En los últimos años, el crecimiento de las técnicas automáticas de análisis de datos ha crecido grandemente,
- Recuperación de información musical
- reconocimiento de sonido
- Segmentación del habla
- Transcripción automática de música
- Separación ciega de fuentes
- similitud musical
- Indexación de audio, hashing, búsqueda
- Monitoreo de transmisión
- Análisis de interpretación musical

## Aplicaciones
Con el desarrollo de aplicaciones que utilizan la información semántica se ha logrado ayudar al usuario a identificar, organizar y explorar señales de audio e interactuar con ellas. Estas aplicaciones incluyen recuperación de información musical, tecnologías de web semántica, producción de audio, reproducción de sonido, educación y juegos. Esta tecnología implica algún tipo de comprensión del significado de la información que trata y, con este fin, puede incorporar el aprendizaje automático, el procesamiento de señales digitales, el procesamiento del lenguaje, la separación de fuentes de sonido, los modelos perceptuales de audición, el conocimiento musicológico, los metadatos y las ontologías.
Además de las tecnologías de recuperación y recomendación de audio, la semántica de las señales de audio también se está volviendo cada vez más importante y útiles, por ejemplo, en la codificación de audio basada en objetos, así como en la edición profesional y el procesamiento de audio inteligente. Los lanzamientos de productos recientes ya demuestran esto en gran medida, sin embargo, son inminentes funcionalidades más innovadoras que se basan en el análisis y en la gestión de audio semánticos. Estas funcionalidades pueden utilizar, por ejemplo, separación de las fuentes de audio (informada), segmentación e identificación de locutores, segmentación de música estructural o tecnologías sociales y en la Web Semántica, incluidas ontologías y datos abiertos vinculados.
El reconocimiento de voz es una importante aplicación para la que se ha usado la tecnología del audio semántico..Y además tratando del habla, otras operaciones semánticas incluyen identificación del idioma, identificación del hablante o identificación de género. Para audio o música más general, incluye la identificación de una pieza musical (p. ej. Shazam (servicio)) o una banda sonora de película.
Las áreas de investigación del audio semántico incluyen la capacidad de etiquetar una forma de onda de audio con dónde cambian las armonías y cuáles son, dónde se repite el material y qué instrumentos se tocan en el audio.

## Audio semántico y web semántica
La Web Semántica proporciona un marco poderoso para la expresión y reutilización de datos estructurados. El uso y almacenamiento de descriptores de audio semánticos en el marco de la web semántica permite un alcance mucho mayor y un estándar unificado para almacenar y administrar los metadatos de los audio semánticos relacionados. Se han desarrollado una serie de ontologías para almacenar y administrar audios y sus correspondientes metadatos en la web semántica, incluida la (ontología musical) , la (ontología de estudio)  y la (ontología de características de audio) 

## enlaces externos
- Tutorial sobre Separación en Fuente
- El Comité Técnico de Audio Engineering Society sobre Análisis Semántico de Audio
- AES 42ª Conferencia Internacional sobre Audio Semántico
- AES 53.ª Conferencia Internacional sobre Audio Semántico
- AES 2017 Conferencia Internacional sobre Audio Semántico